# Білозеров Євген Павлович
Євген Павлович Білозеров (рос. Евгений Павлович Белозёров) — український актор, ведучий, співак, музикант, відеоблогер з Харкова. Був учасником телевізійного шоу «Хочу бути зіркою» на українському телеканалі «1+1», та «Фабрика зірок-4» на «Новому каналі».

## Життєпис
Народився 1 серпня 1992 року в Харкові. Вчився у місцевій школі № 138. У віці 10 років пішов до зразкового дитячо-юнацького театру «Каламбур», гастролював з ним багатьма театральними фестивалями України, Латвії, Росії, Польщі. 2005 року став учасником телепроєкту Дмитра Клімашенка «Хочу бути зіркою» (канал «1+1»). Після цього почав професійно займатись вокалом із завідувачкою кафедри естрадного вокалу Харківського музичного училища ім. Лятошинського Лілією Івановою. Закінчив музичну школу по класу «естрадний вокал». 2006 року став кореспондентом і ведучим телепередачі «Шкільне містечко» на каналі «ОТБ».
Першим міжнародним фестивалем став XII Фестиваль ім. Генрика Мориса в Польщі. 2007 року отримує звання лауреата другої премії на III Міжнародному фестивалі «Кримські хвилі». Отримав гран-прі у вокальному конкурсі «Зірки на шкільному небосхилі». Взяв перші премії на Всеукраїнських фестивалях популярної пісні і вокальної майстерності «Калинове зернятко» і «Різдвяні дзвіночки».
2007 року пройшов кастинг на дитячу фабрику зірок «Діти сонця» (продюсерський центр Клімашенка), влітку 2008 року з композицією «Без тебе» зайняв там третє місце. Став дипломантом на Міжнародному фестивалі української пісні «Молода Галичина», де виконав дві пісні, одну з яких написав сам. Отримав Гран-Прі на XIII Міжнародному фестивалі естрадної пісні та театрального мистецтва «Співограй» з композиціями «I believe in love» і «Актор театру». 2009 року проходить кастинг на «Бал балів Junior», де співає в дуеті з Андрієм Kishe композицію «Титри».
Про Євгена є згадка в книзі «Юні таланти України XXI століття».
2009 року створює російськомовний канал на YouTube, де публікує музичний та розважальний контент, на липень 2019-го канал має 2.1 млн підписників.
Вступає до Харківської академії міського господарства. 2010 року отримує звання «Містер Харків 2010». Знімає перший кліп на пісню «MTV». Стає учасником телевізійного проекту «Народна зірка: 3 сезон», де співає в дуеті з Альошею (Alyosha). На проекті дует посідає п'яте місце.
2011 року проходить кастинг на четверту українську «Фабрику зірок», де посідає друге місце, та отримує приз автомобіль і пісню від Ірини Білик.
В 2012 році пробує свої сили на нац.відборі пісенного конкурсу Eurovision з піснею "Open Your Heart to Me", але сам відбір не проходить, поступаючись Гайтані.
2013 року закінчив Харківське музичне училище за фахом «Естрадний вокал».
В тому ж році відкриває студію звукозапису "JB MUSIC PRODUCTION" у Харкові та співпрацює з сучасними артистами. Серед яких: Артем Півоваров, NK (Настя Каменських), Open Kids, Tayanna, гурт "Нервы", Регіна Тодоренко, Jerry Heil та інші. Разом з цим продовжує випускати пісні та кліпи.

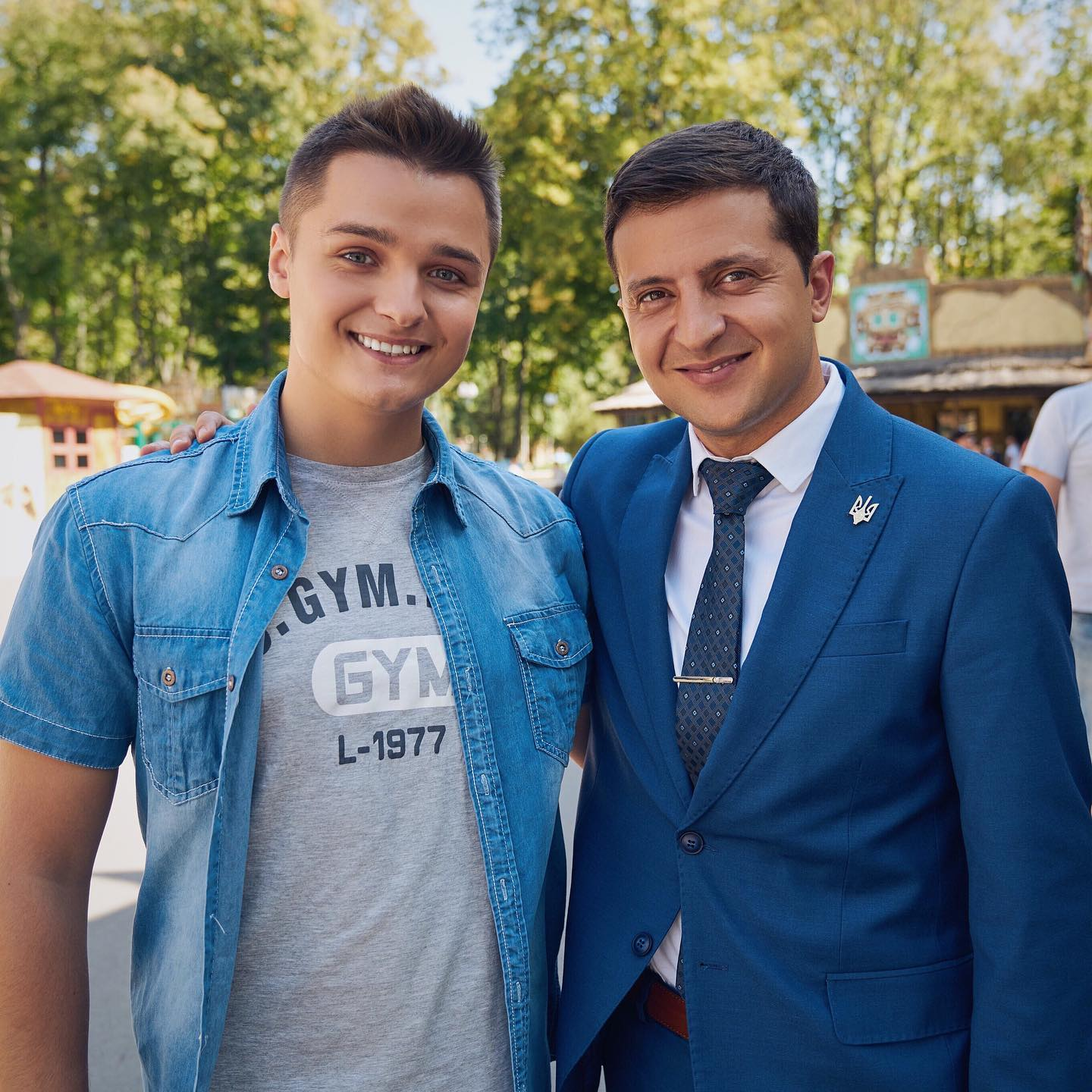
Євген Білозеров та Володимир Зеленський на зйомках фільму "Слуга Народу 2".

В 2016 році пісня "Головокружение" стає головним гімном бренду Pepsi в Україні.
Знімається у фільмі Слуга народу 2 з Володимиром Зеленським, де виконав епізодичну роль кореспондента з Харкова, а після і в одноіменному телесеріалі на каналі 1+1.
В 2017 році отримує головну Українську Блогерську Діджитал Премію "Блогосфера 2017" від AIR як найкращий лайфстайл блогер в Україні. В тому ж році стає володарем Золотої кнопки від YouTube за досягнення першого мільйону підписників на каналі.
В 2018 році отримує премію MTV за шоу "MTV НЕ СНИЛОСЬ" яке виходить на його YouTube-каналі.

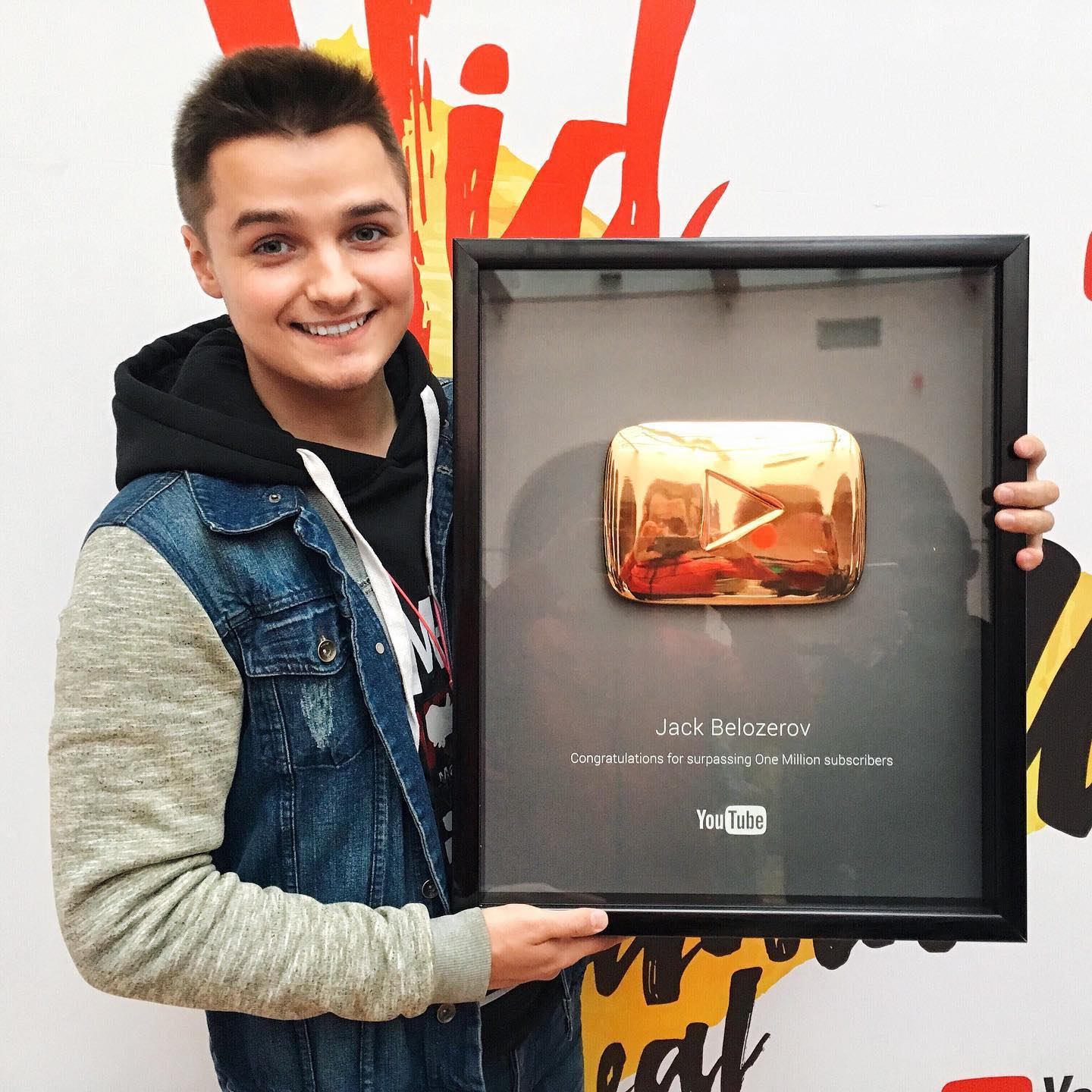
Золота кнопка YouTube за один мільйон підписників

У 2020 році хакери взламали та видалили YouTube-канал Жені на якому було більше двох мільйонів підписників. Тому він створив новий. Втім, це не заважає Євгену отримати другу премію від MTV за шоу "MTV НЕ СНИЛОСЬ". Після чого, шоу закривається. 
В сінці 2022 році в кінотеатрах виходить фільм Любов і блогери, де Євген зіграв одну з головних ролей - вчителя інформатики Олексія Вишківського, який стає мером вигаданого міста Кагаплик. 
На початку повномасштабного вторгнення РФ в Україну в лютому місяці, Женя активно підтримує країну, займається благодійністю та волонтерством, здає донорську кров, та починає знімати відео українською мовою. Створює проект "Казки від батьків" на якому публікує дитячі аудіоказки українською мовою як власного авторства так і відомих світових письменників. В 2024 році проект потрапляє в шкільну програму молодших класів.

## Музична діяльність
Випустив два альбоми: «Open your heart» та «Убивай в себе убийцу» та зняв 6 кліпів. Пише пісні переважно українською, а також російською та англійською. На своєму каналі випускає кавери на популярні пісні інших виконавців, у тому числі за участі цих співаків. Має власну студію звукозапису JB Music Production.
2017 - 2019 був продюсером гурту «Масло».
Співпрацює з відомими украхнськими виконавцями, серед яких: Артем Півоваров, NK (Настя Каменських), Open Kids, Tayanna, гурт "Нервы", Jerry Heil, Уляна Шуба та інші. 

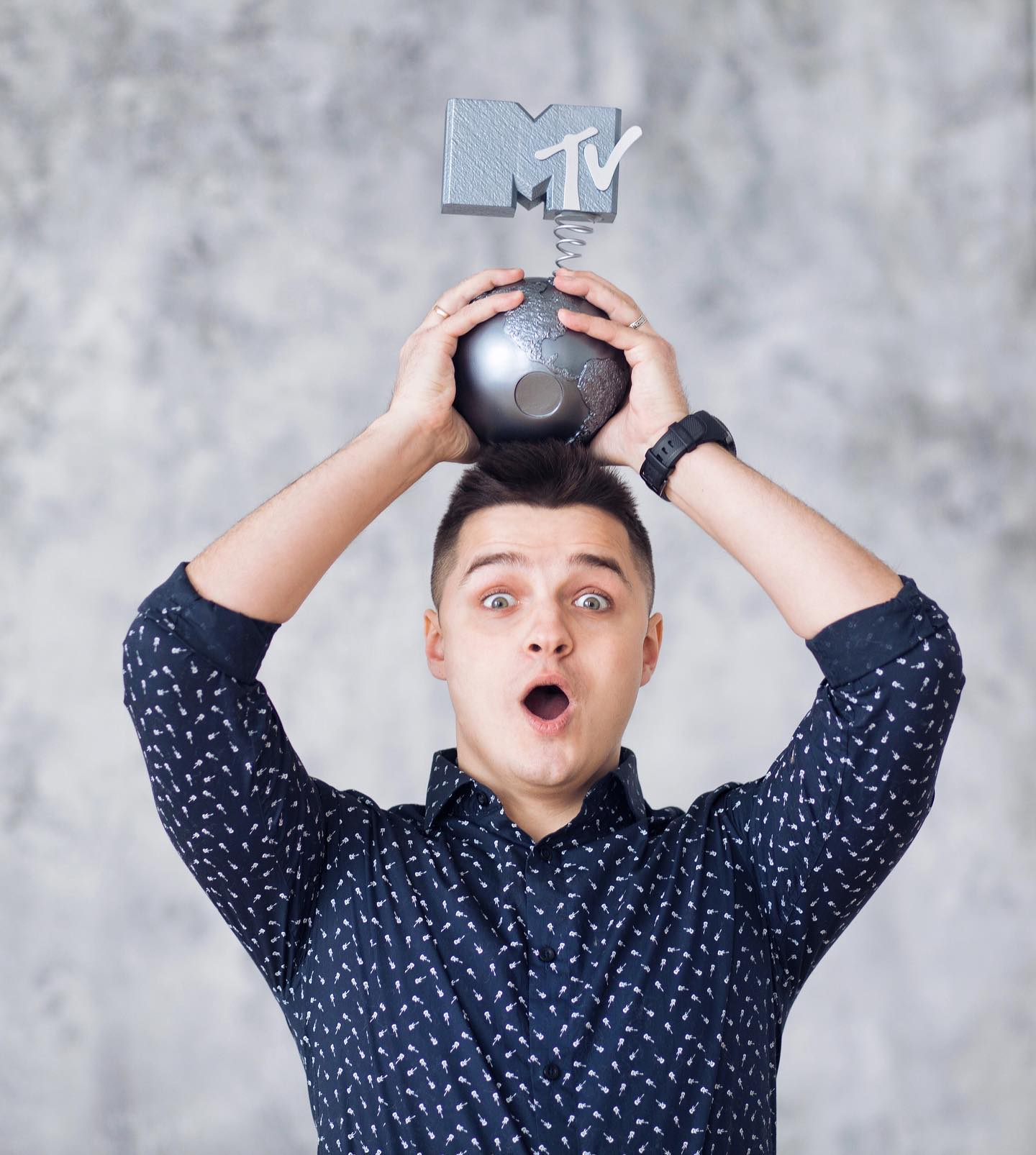
Премія MTV за шоу "MTV НЕ СНИЛОСЬ". 2017 рік.

## Дискографія

### Студійні альбоми
- «Open your heart» — 2013
- «Убивай в себе убийцу» (збірка)

### Пісні з іншими виконавцями
- Open Kids — Без стандартов
- NK (Настя Каменських) - Черемшина (cover)
- Дима Масюченко — Буду Любить

## Фільмографія
| Рік  |   | Назва           | Роль                              |
| ---- | - | --------------- | --------------------------------- |
| 2016 | ф | Слуга народу 2  | епізод; кореспондент телеканалу   |
| 2016 | с | Слуга народу 2  | епізод; кореспондент телеканалу   |
| 2019 | к | Последний эфир  | головна роль                      |
| 2020 | к | 50 лет спустя   | головна роль                      |
| 2020 | м | Уперед (Disney) | епізод; дубляж                    |
| 2022 | ф | Любов і блогери | Олексій Вишківський; головна роль |

## Особисте життя
Батьки Євгена розлучились, коли хлопцеві було два роки. Його виховували мама та бабуся.
В 2015 році одружився з Юлією, з якою він познайомився 31 серпня 2009 року в Інституті.
25 березня 2018 року у пари народився син Ярослав. А 12 вересня 2021 року народилась донька Мирослава.
У сімʼї також 9 собак породи померанський шпіц.